# Ókrug de Novorosíisk
El ókrug de Novorosíisk (del ruso: Новороссийский округ) era una división administrativa de la gobernación del Mar Negro del Imperio ruso que estuvo vigente entre 1896 y 1920. Su centro administrativo era Novorosíisk.
El ókrug se hallaba en el noroeste de la gobernación, entre las cumbres occidentales del Gran Cáucaso y el mar Negro. Al sureste limitaba con el ókrug de Tuapsé, al norte con el otdel de Tamán del óblast de Kubán y al este con el otdel de Ekaterinodar del óblast. Tenía una superficie de 1 081 verstas² (1 230 km²). En el territorio del antiguo ókrug se hallan ahora los ókrug urbano de la ciudad de Novorosíisk y el ókrug urbano de la ciudad-balneario de Gelendzhik del krai de Krasnodar.

## Historia
Fue fundado en 1896 como parte de la gobernación del Mar Negro en la mayor parte de la anterior Novorosíiskaya uchastka del ókrug del Mar Negro del óblast de Kubán. El 11 de mayo de 1920 la gubernia y todos sus ókrugs fueron disueltos y se crearon los volosts de Novorosíisk y Gelendzhik del Ókrug del Mar Negro del óblast de Kubán-Mar Negro de la Unión Soviética.

## Demografía
Según datos del censo de 1897, contaba con 34 908 habitantes, de los cuales 16 897 vivían en la ciudad de Novorosíisk.